# A Party with Betty Comden and Adolph Green
A Party with Betty Comden and Adolph Green è una rivista musicale con un libretto e testi di Betty Comden e Adolph Green e musica di Leonard Bernstein, Jule Styne, André Previn, Saul Chaplin e Roger Edens.

## Storia
Lo spettacolo era composto da materiale scritto da Comden e Green per spettacoli teatrali, film e la loro ex compagnia comica The Revuers.
Comden e Green all'inizio eseguirono la rivista A Party Off-Broadway al Cherry Lane Theatre per 5 spettacoli nel novembre 1958.
La rivista fu poi prodotta a Broadway dalla Theatre Guild, aprendo il 23 dicembre 1958, al John Golden Theatre, dove terminò il 23 maggio 1959 dopo 82 rappresentazioni. Ha vinto l'Obie Award per il miglior musical. Una registrazione del cast originale è stata pubblicata dalla Capitol Records (LP# SWAO-1197).
Dopo quattro anteprime, fu dato un revival a Broadway il 10 febbraio 1977, al Morosco Theatre, dove rimase per sei settimane prima di trasferirsi al Little Theatre per completare la sua produzione di 92 spettacoli il 30 aprile 1977. Questa produzione includeva materiale scritto dallo spettacolo originale del 1958, inclusi Do Re Mi e Subways Are For Sleeping. Il duo ha poi portato lo spettacolo in tour, a partire da Washington. Un album del cast della ripresa è stato registrato dal vivo all'Arena Theatre di Washington, D.C. ed è stato pubblicato da DRG.

## Canzoni e sketch
- "I Said Good Morning"
- "Movie Ads"
- "The Reader's Digest"
- "The Screenwriters"
- "The Banshee Sisters"
- "Baroness Bazooka"
- "New York, New York"
- "Lonely Town"
- "Lucky to be Me"
- "Some Other Time"
- "I Get Carried Away"
- "The French Lesson"
- "If You Hadn't, But You Did"
- "Catch Our Act at the Met"
- "One Hundred Easy Ways to Lose a Man"
- "Ohio"
- "Wrong Note Rag"
- "A Quiet Girl"
- "Oh My Mysterious Lady"
- "Captain Hook's Waltz"
- "Never Never Land"
- "Inspiration"
- "Just in Time"
- "The Party's Over"
- "Capital Gains"
- "Make Someone Happy"
- "The Lost Word"
- "Simplified Language"